# كشاف

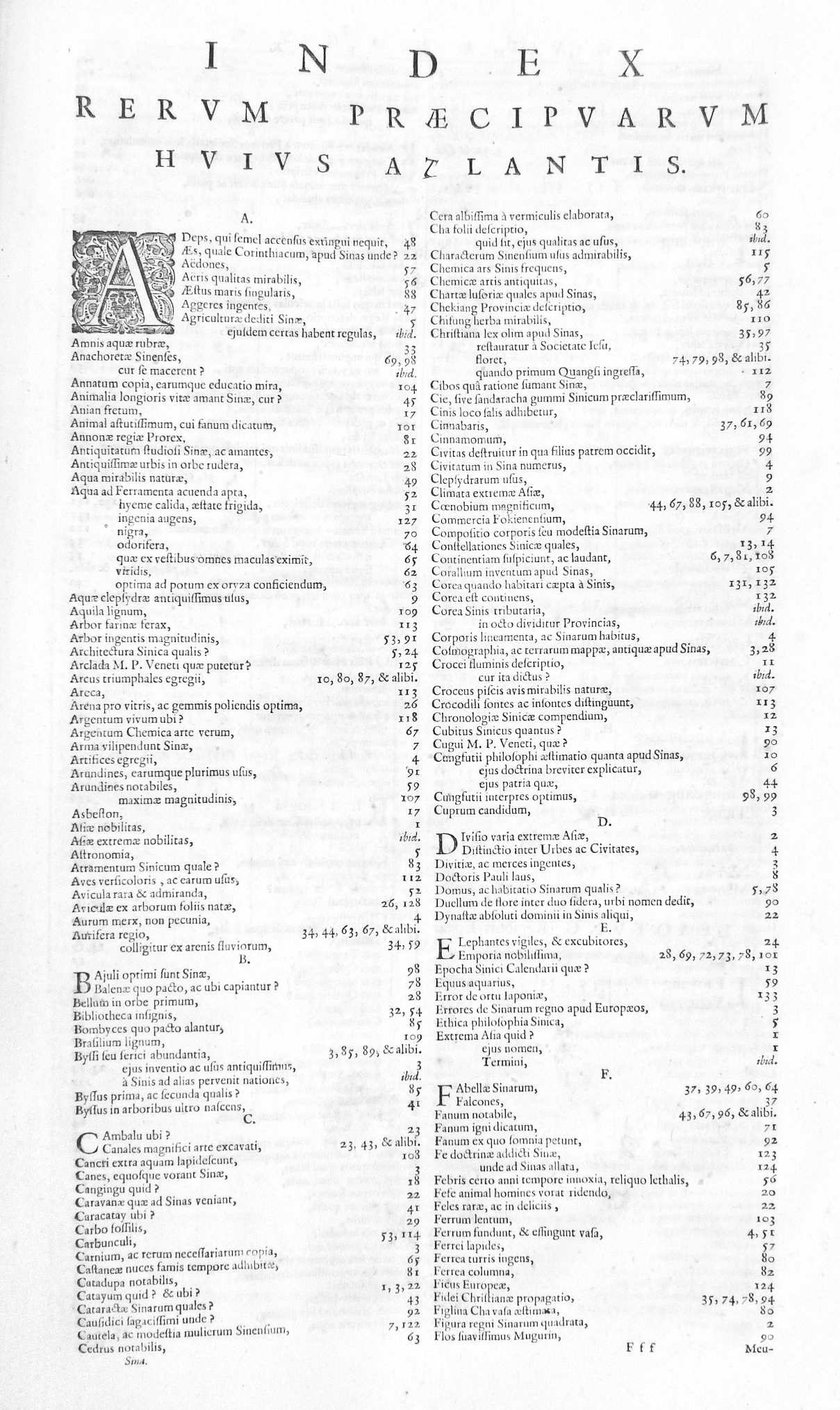
الصفحة الأولى من كشّاف«نوفوس أطلس سينيينسيس» لمارتينو مارطيني

الكشّاف (بالإنجليزية: Index)‏ في مجال علم المكتبات والمعلومات، هو أداة تنظيمية تُرتب فيها الأسماء أو الموضوعات أو المصطلحات المرتبطة بمحتوى كتاب أو وثيقة أو مجموعة نصوص، وفق نظام معين، مع الإشارة إلى مواضع ورودها الدقيقة داخل النص. يهدف الكشّاف إلى تسهيل الوصول السريع إلى المعلومات دون الحاجة إلى قراءة النص كاملاً. تختلف وظيفة الكشّاف عن جدول المحتويات، إذ لا يعرض ترتيب الأقسام والفصول، بل يركز على تحليل دقيق لموضوعات النص ومواقعها.
يعد الكشّاف أداة حيوية في تنظيم المعلومات واسترجاعها بدقة عالية، حيث يُستخدم بشكل أساسي في الكتب والمقالات والدوريات والمجلات لإرشاد القارئ إلى مواضع معينة داخل النصوص. يرتبط الكشّاف ارتباطًا وثيقًا بتاريخ تطور طباعة الكتب وانتشار المعرفة، إذ يُعتبر جزءًا لا يتجزأ من عملية التوثيق والتنظيم. يتعدد شكل الكشّاف حسب طبيعة المادة المكتوبة، فهناك الكشافات التي تركز على توثيق النصوص الدينية أو الأدبية، وأخرى تتعلق بمجالات علمية وأدبية وفنية. مع التطور التقاني، أصبح الكشّاف يشمل أنواعًا إلكترونية، مما سهل الوصول إلى المعلومات بشكل أسرع وأكثر دقة.

## التاريخ
يعود ظهور الكشّاف (Index) بالمعنى الدقيق إلى أواخر العصور الوسطى في أوروبا، ولا سيما في القرنين الثاني عشر والثالث عشر الميلاديين، مع تطور الحاجة إلى تنظيم النصوص الدينية الكبرى مثل الكتاب المقدس. كانت الكشافات الأولى بسيطة ومحدودة، تعتمد على ترتيب بعض الكلمات الأساسية أو الموضوعات مع أرقام مواضعها. ومع تطور الترقيم الداخلي للكتب بظهور ترقيم الصفحات والفصول، أصبح بالإمكان إنشاء كشافات منهجية أدق. يعتبر أول كشّاف بالمعنى الفني المعروف اليوم هو الكشّاف الذي أعده الراهب الدومينيكي «هيو دي سان شير» (Hugh of Saint-Cher) لنسخة من الكتاب المقدس في منتصف القرن الثالث عشر (حوالي سنة 1230م)، حيث وضع كشّافًا للموضوعات الرئيسية فيه. ومع اختراع الطباعة في القرن الخامس عشر، ولا سيما بعد طباعة كتاب حوليات نورمبرغ (Nuremberg Chronicle) سنة 1493 م، أصبح تضمين الكشافات جزءًا أساسياً في تصميم الكتب المطبوعة.

## أنواع الكشافات
ينقسم الكشّاف إلى نوعين رئيسيين:
- كشاف الكتاب (Book Index): يتضمن قائمة مرتبة أبجديًا بالموضوعات أو الأعلام أو المصطلحات الواردة في نص واحد، مع الإشارة الدقيقة إلى أرقام الصفحات، مثل الكشاف الموضوعي لكتاب تاريخ الطبري أو كشاف أعلام الجاحظ.
- كشاف المعلومات (Information Index): يتناول تحليل مضامين مجموعات من المواد كالدوريات، والصحف، والمجلات، حيث يعرض عناوين المقالات، وأسماء المؤلفين، وبيانات النشر، مع تمكين الباحث من الوصول إلى المواد الأصلية، مثل كشاف جريدة الأهرام وكشاف مجلة المورد.

وقد تتخذ الكشافات أشكالًا متنوعة بحسب وسائطها، فهناك الكشافات التقليدية التي تصدر على هيئة كتب أو ملاحق دورية، والكشافات غير التقليدية التي تصدر على هيئة مصغرات ميكروفيلمية أو ميكروفيش، أو على وسائط إلكترونية مثل الأقراص المدمجة (CD-ROM)، وتكون جزءًا من أنظمة المعلومات الحديثة وتُعرض عبر الحواسيب.
ومن أمثلة الكشافات العملية:
- كشاف جريدة الأهرام، الذي صدر عام 1974 عن مركز التنظيم والميكروفيلم بمؤسسة الأهرام بالقاهرة.
- كشاف جريدة الاتحاد الصادر في أبوظبي عام 1981.
- كشاف جريدة الثورة الصادر في بغداد عام 1988.
- كشاف مجلة المورد العلمية الصادرة في بغداد، وكشاف مجلة الدوحة في قطر، وكشاف مجلة الوثيقة في البحرين، حيث توثق هذه الكشافات عناوين المقالات وأسماء مؤلفيها ومعلومات النشر التفصيلية.
- ومن الكشافات العالمية الشاملة: «دليل القراء إلى أدبيات الدوريات» (Reader's Guide to Periodical Literature) الذي يصدر بنيويورك ويوثق المواد المنشورة في أكثر من 150 مجلة أجنبية، بالإضافة إلى كشاف المجلات التربوية ERIC وكشاف مجلات علم المكتبات والمعلومات LISA.

وتتعدد أنواع الكشافات بحسب طبيعة المعلومات المفهرسة، ومن أبرزها:
- كشاف الموضوعات: يتناول تحليل الموضوعات التي يتناولها النص.
- كشاف الأعلام: يختص بذكر أسماء الأشخاص مع مواضع ذكرهم.
- كشاف الأماكن: يتضمن أسماء البلدان والمدن والمواقع الجغرافية.
- كشاف النصوص: يتناول الآيات أو الأحاديث أو الاقتباسات الأدبية.
- كشاف الصور والخرائط: يورد مواضع الرسوم التوضيحية والخرائط داخل النص.

## الفرق بين الفهرس والكشاف
الكشّاف (بالإنجليزية: Index)‏ هو أداة تحليلية تهدف إلى مساعدة القارئ على استرجاع المعلومات بطريقة دقيقة ومنظمة. وهو يختلف عن الفهرس (بالإنجليزية: Catalogue)‏، إذ إن الكشّاف يحلل المضامين الداخلية لوثيقة أو مجموعة وثائق، بينما يصف الفهرس المواد وصفًا ببليوغرافيًا عامًا.